# جوزيف روك
جوزيف روك (بالألمانية: Joseph Francis Rock)‏ (و. 1884 – 1962 م) هو عالم نبات، ومستكشف، ولغوي، وجغرافي من النمسا . ولد في فيينا .
توفي في هونولولو ، عن عمر يناهز 78 عاماً.